# 扎布热
扎布热（波蘭語：Zabrze）是波兰西里西亚省的城市，人口约15万，是重要的礦工業都市。

## 歷史
1915年，为纪念普鲁士军事统帅保罗·冯·兴登堡，由德皇威廉二世批准该市名称由扎布热改为兴登堡（德語：Hindenburg in Oberschlesien）。在一战之后的领土归属公决中，21,333（59%）个扎布热的居民投票支持该市留在德国，而14,873（41%）居民投票表示愿意并入新成立的波兰。在1921年波兰人发动的第三次西里西亚起义中，扎布热被波兰人占领。由于该市德国人占多数，最终分割上西里西亚的方案确定时，扎布热仍然被留在德国。在1922年，扎布热获得城市资格，一跃而成德属上西里西亚的最大城市，也是整个西里西亚地区仅次于弗洛茨瓦夫的第二大城市。二战之后，该市被割让给波兰并重新命名为扎布热，原先的德国居民全部被驱逐。

## 友好城市
- 法國 瑟克兰